# Warren Zaïre-Emery
Warren Zaïre-Emery (* 8. März 2006 in Montreuil) ist ein französischer Fußballspieler. Der defensive Mittelfeldspieler spielt seit 2022 für die A-Mannschaft von Paris Saint-Germain. Darüber hinaus ist Zaïre-Emery seit November 2023 französischer Nationalspieler.

## Karriere

### Verein
Zaïre-Emery begann seine Karriere im Jugendbereich vom FCM Aubervilliers im Jahr 2011. Drei Jahre später schloss er sich der Jugendakademie von Paris Saint-Germain an. Seine erste internationale Erfahrung sammelte er ab September 2021, als er mit der U19 an der UEFA Youth League teilnahm. Dort kam er in jedem Saisonspiel bis zum Ausscheiden im Viertelfinale zum Einsatz. Im Juli 2022 unterschrieb er bei PSG seinen ersten Profivertrag. Sein Debüt für die A-Mannschaft gab er am ersten Spieltag der Saison 2022/23 in der Ligue 1, als er im Spiel gegen Clermont Foot in der 82. Minute für Marco Verratti eingewechselt wurde. In der nächsten Zeit folgten weitere Kurzeinsätze, unter anderem sein erster Einsatz in der UEFA Champions League im Alter von nur 16 Jahren im Spiel gegen Maccabi Haifa. Am 14. Februar 2023 folgte sein Startelfdebüt in der Champions League im Achtelfinal-Hinspiel gegen den FC Bayern München.

### Nationalmannschaft
Zaïre-Emery konnte sich erstmals im September und November 2021 in Nachwuchsnationalmannschaften beweisen – für die französische U16 trat er in zwei Freundschaftsspielen an. Im Frühjahr 2022 folgten Partien für die U17. Mit dieser qualifizierte sich der Spieler zunächst erfolgreich für die U17-Europameisterschaft 2022, um später bei dem in Israel ausgetragenen Turnier als Europameister vom Platz zu gehen. Im Herbst 2022 debütierte er im Rahmen von Freundschaftsspielen für die französische U18- und U19-Nationalmannschaft.
Zaïre-Emery gab am 18. November 2023 sein Debüt für die A-Nationalmannschaft Frankreichs, wobei er beim 14:0-Rekordsieg der Franzosen in der 16. Minute den Treffer zum zwischenzeitlichen 3:0 erzielte. Nach dem Tor musste er verletzt ausgewechselt werden. Seinen nächsten Einsatz hatte er dann im März des darauffolgenden Jahres.

## Titel

### Verein
International
- Champions-League-Sieger: 2025 (Paris Saint-Germain)
- UEFA-Super-Cup-Sieger: 2025 (Paris Saint-Germain)

National
- Französischer Meister (3): 2023, 2024, 2025 (alle Paris Saint-Germain)
- Französischer Pokalsieger (2): 2024, 2025 (beide Paris Saint-Germain)
- Französischer Supercupsieger (2): 2023, 2024 (beide Paris Saint-Germain)

### Nationalmannschaft
- U17-Europameister: 2022

Auszeichnungen
- Nachwuchsspieler des Jahres der Ligue 1: 2023/24